# Muscle longitudinal inférieur de la langue
Le muscle longitudinal inférieur de la langue (ou muscle lingual inférieur ou muscle lingual) est un muscle intrinsèque de la langue.

## Description
Le muscle longitudinal inférieur de la langue est un muscle strié viscéral qui est situé sur la face inférieure de la langue entre le muscle génio-glosse et le muscle hyo-glosse.

## Origine
Le muscle longitudinal inférieur de la langue nait à l'arrière de la petite corne de l'os hyoïde.

## Trajet
Les fibres musculaires se dirigent en avant. Certaines se confondent avec celles du muscle stylo-glosse.

## Insertion
Le muscle longitudinal inférieur de la langue se termine sur la face profonde de la muqueuse de la pointe de la langue.

## Innervation
Le muscle longitudinal inférieur de la langue est innervé par le nerf hypoglosse (XII).

## Action
Ce muscle abaisse et rétracte la langue.

## Galerie

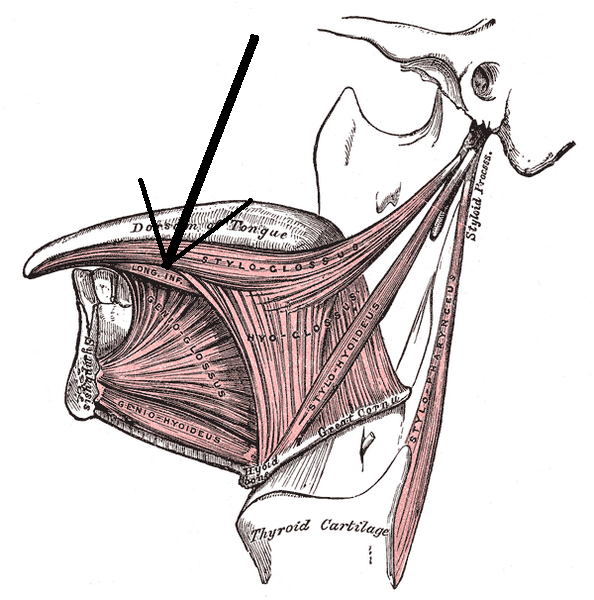
Le muscle longitudinal inférieur de la langue